# Sylvain Chavanel
Sylvain Chavanel (født 30. juni 1979 i Châtellerault) er en tidligere fransk professionel landevejsrytter.
Sylvain Chavanel er storebror til den tidligere professionelle landevejsrytter Sébastien Chavanel.